# Stara Wola Niechcicka
Wola Niechcicka Stara [pronunciación en polaco: /ˈstara ˈvɔla ɲexˈt͡ɕél͡ska/] es un pueblo ubicado en el distrito administrativo de Gmina Rozprza, dentro del Distrito de Piotrków, Voivodato de Łódź, en Polonia central. Se encuentra aproximadamente a 6 kilómetros al suroeste de Rozprza, a 17 kilómetros al suroeste de Piotrków Trybunalski, y a 58 kilómetros al sur de la capital regional Łódź.